# Jacques Diouf
Jacques Diouf (Saint-Louis, 1º agosto 1938 – Neuilly-sur-Seine, 17 agosto 2019) è stato un politico e diplomatico senegalese, di etnia Wolof, ex Direttore generale della FAO, carica che ricoprì sino al dicembre 2011, quando gli subentrò José Graziano da Silva.

## Biografia
Si laureò in agraria, conseguendo poi un dottorato in Scienze sociali del settore rurale alla Sorbona di Parigi.
Dal 1978 al 1983 fu Segretario di Stato per scienza e tecnologia del governo senegalese di Abdou Diouf.
Dal 1983 al 1984 fu membro del Parlamento di Dakar.
Dal maggio 1991 al dicembre 1993 fu ambasciatore del Senegal alla missione permanente presso le Nazioni Unite a New York.
Fu eletto Direttore generale della FAO l'8 novembre 1993, ricoprendo l'ufficio dal 1º gennaio 1994.
Ottenne numerose lauree honoris causa.
Era sposato con Aïssatou Seye dal 1963 e padre di cinque figli.